# 하희

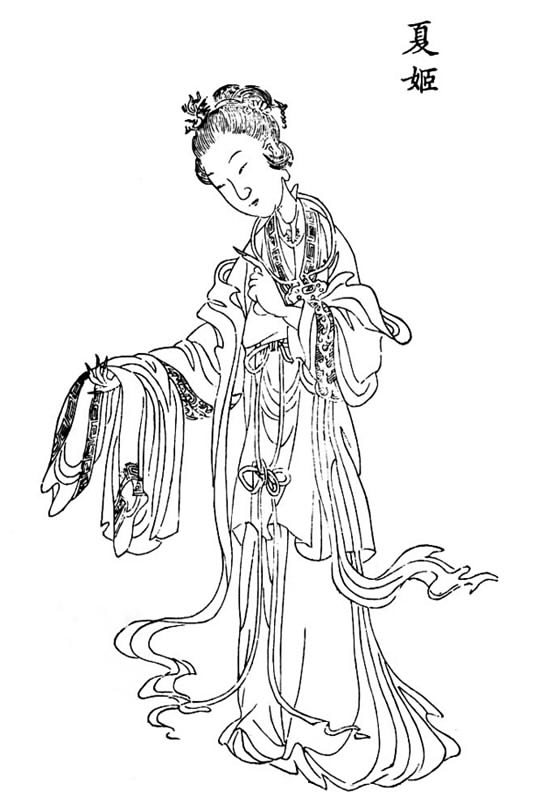

하희(夏姬, ? ~ ? )는 정 목공의 딸이다.

## 생애
어려서부터 이복오빠 공자 만과 근친상간을 했는데, 관계를 시작하고 3년이 되지 못해 공자 만이 죽었다. 이후 진(陳)나라의 대부 하어숙에게 시집을 갔고, 이에 “하희”라고 불리게 되었다. 하어숙과의 사이에서 아들 하징서를 낳았는데, 하어숙은 하징서가 12살이 되던 해에 죽고, 하징서가 하어숙의 직위를 이어받아 진나라의 사마가 되었다.
그리고 40세의 미망인이 된 하희는 진나라 공작인 영공과 그 신하 둘인 공녕(孔寧), 의행보(儀行父)와 함께 넷이서 난교를 하며 즐겼다. 그런데 영공과 공녕, 의행부가 하루는 하징서를 불러다가 “징서가 자네를 닮았다” “아닙니다 주군을 닮았습니다”라면서 낄낄대고 놀았다. 이를 들은 하징서는 노하여 영공을 죽였다.
이듬해 초 장왕이 진나라로 쳐들어와 하징서를 죽였고, 하희는 초나라로 끌려갔다. 장왕은 하희를 탐내 첩으로 삼으려 했으나, 대부 무신(巫臣; 굴무(屈巫)라고도 함)이 반대하여 뜻을 꺾었다. 이에 아내를 잃은 다른 신하에게 시집보냈는데, 그 신하도 죽자 하희를 진나라로 돌려보냈다.
그런데 나중에 제나라 사신으로 가던 무신이 진나라를 지나는 길에 하희를 만나 함께 진(晋)나라로 도망가 버렸고, 장왕은 노하여 초나라에 있던 무신의 일족을 모두 죽였다. 하희는 무신과 결혼해 딸 하나를 낳았다. 이 딸은 진나라 대부 숙향과 결혼하여 양이아를 낳았다. 숙향과 하희의 딸이 결혼하려 했을 때, 숙향의 어머니인 숙희(叔姬)가 반대하면서 말하길, “하희는 남편 세 명과 아들 한 명을 죽이고, 나라 하나를 망하게 했으며, 군주 둘을 망치게 했다”라고 하였다.
유향의 《열녀전》에서 하희를 일러 “세 번이나 왕후가 되었고, 일곱 번이나 대부의 아내가 되었다. 여러 공작과 후작들이 미혹되어 정신을 잃지 않을 수가 없었다”(三為王后，七為夫人，公侯爭之，莫不迷惑失意)라고 하였다. 다만 하희는 왕후가 된 적은 없다.